# 디지털 정체성
디지털 정체성은 디지털 정보로 정체성을 표현한 것이다. 디지털 정체성 시스템에서는 디지털 정체성을 해당 엔티티에 속하는 디지털 정보들의 집합으로 이해할 수 있다. 여기서 정체(엔티티)는 사람 (개인 또는 커뮤니티), 물리적인 물체, 또는 디지털 정보 그 자체 (가상 엔티티) 일 수 있다. 디지털 정체성의 자기 결정 및 표현의 자유는 새로운 인간 권리 (인간 권리 참조)가 될 수 있다. 디지털 정체성은 또한 미래에는 법적 정체성(Legal entity)이 될 수 있다. 디지털 정체성은 둘 이상의 실체 간의 관계 안에서 정보 교환의 명백한 특성으로 생각할 수 있다.

## 가상 엔티티
가상 엔티티는 유일하고 명백히 구별되는 주체 또는 기관으로써 동작하는 디지털 자원이다. 위키백과는 가상 엔티티의 좋은 예제이다: 위키백과 애플리케이션과 데이터들을 다른 사이트로 복사한다고 해서 위키백과가 될 수는 없을 것이다. 왜냐하면 거기에는 위키백과 참여자들의 커뮤니티가 없을 것이고, 따라서 위키백과와 참여자들간의 관계가 없을 것이기 때문이다. 인간과 디지털 자원과의 관계가 해당 자원에게 가상 엔티티 지위를 부여하는 것이다.

## 관계를 통한 아이덴티티
어떤 사람이 어떤 엔티티의 디지털 아이덴티티를 어떻게 인지하느냐 하는 것은 그 사람의 관점에 따라 바뀔 수밖에 없다 (물리적 아이덴티티와 마찬가지로). 이것은 "귀속"의 정의가 함축하고 있는 것을 고려해보면 명백해진다: 즉, 어떤 정보를 어떤 엔티티에 속하는 특성으로 판단하기 위해서, 그 정보가 사실상 해당 엔티티에 귀속되어 있음을 확신해야 한다(아래 인증 참조). 역으로, 엔티티는 (자신의 관점에서 바라본 특정인의 아이덴티티에 따라) 자신의 속성들로의 접근을 선택적으로만 허용해야 한다. 이런 식으로, 디지털 아이덴티티는 대상 특성으로서보다는 상호-합의된 관계 안에서 이해해야 한다.

## 인증
인증은 한 엔티티의 아이덴티티에 대해 다른 사람에게 확신을 주는, 신뢰 기반 ID 분류의 핵심 요소이다. 인증 방법은 은행 카드와 같이 고유한 물건을 제시하는 것, 패스워드 또는 미리 설정된 질문의 답변과 같은 비밀 정보 제시, 메시지 송/수신을 통한 전자우편 주소의 확인, 그리고 훨씬 더 강력하지만 비싼 솔루션으로써 암호를 사용하는 방법 등을 포함한다. 일반적으로, 기업 대 기업 인증은 보안을 중요시하는 반면 기업 대 사용자 인증은 간편함을 선호한다. 홍채 인식, 장문 그리고 성문 등 새로운 물리적 인증 기법들이 현재 개발되고 있고, 신원 도용을 보다 잘 보호할 것으로 기대된다.

## 같이 보기
- 정체성
- 온라인 정체성
- 익명성
- 인터넷 실명제